# 置き場がない!
『置き場がない!』（おきばがない）はあかべぇそふとつぅが2010年5月27日に発売した恋愛アドベンチャーゲームである。2011年11月25日にファンディスクの『やや置き場がない!』が発売された。こちらでは本編ではヒロインらの後日談の他にスポットのあたることのなかったキャラクターの物語が存在する。

## ストーリー

### 本編
プロローグ
2010年5月。某県のとある地方都市・星海町にて、巨大なロボットが落ちてくる。このロボットは言葉を発する事が出来ず、ジェスチャーによると、任務終了後の帰還中に隕石との衝突事故で地球に落下してきたらしい。。その場に居合わせた三井純友は瞳を輝かせてロマンを語り、ロボットに「ヤルセナイザー」と名付ける。修理が終わるまで純友の友人である主人公の天ノ川星至が預かることになったが、その夜に沖合のイカ釣り漁船のライトに惹かれたヤルセナイザーが市街地を縦断したため、町はパニックに陥り、不時着地点に戻るはめになり、さらにコクピットから可愛らしい少女シャノンが出てくる。ヤルセナイザーの生体サブコンピューターを自称する彼女は天の川家で居候することになり、星至たちと同じ学園に編入することに。
一方、ヤルセナイザーか引き起こした騒動を見た生徒会長の牧島天音はヤルセナイザーを広告塔兼重機代わりとして活用しようと企み、ヤルセナイザーとシャノンの引き渡しを迫り、学園の生徒達で構成された全身黒タイツの軍団を組織。しかしそこへ、以前土砂崩れから老人を助けたヤルセナイザーを見た彼女の姉で、町役場の地域振興課に勤める牧島春奈が、ヤルセナイザーと星至を町おこしのためのテーマパークのマスコットとして活用すべく白タイツの軍団を率いて介入したため、結局うやむやになる。
安心したのも束の間、さらに、独自にロボットを開発していた星至のクラス担任で科学者の栗林鳩子は、ヤルセナイザーの技術に目を付け、ヤルセナイザーとシャノンを分解して研究し、なおかつその技術で自分を今まで認めなかった世間を見返すべく画策するのだった。
シャノンルート
星至はシャノンとヤルセナイザーともにヒーローとして活動するが、各国の勢力争いに巻き込まれる。
ヤルセナイザーと同じ役割を持つ深宇宙探査機シュラウディアは、コメリカ軍の尖兵として殺戮をしすぎたために、最終プロテクトが解除され暴走状態に陥り、地球の破壊に乗り出す。
星至たちはシャノンシャノン共同体と呼ばれる宇宙人に救出され、これら二機が地球人を調べるために送り込まれたことが判明する。
恋歌ルート
恋に悩む恋歌に対し、星至が励ましたことがきっかけで告白され、2人は恋人同士となる。
天音ルート
星至たちが漁師を救助していたところで、ヤルセナイザーの機能が戻る。
鳩子ルート
鳩子が作ったリモコンによって、シャノンを通じてヤルセナイザーがハッキングされてしまう。

### やや置き場がない！
ベラルの竪琴（共通ルート）
シャノンシャノン共同体と地球との交流が決まり、星至はこれら2者の交渉窓口として仲間たちとともに奔走していた。
ある日、共同体が最初に送り込んだ巨大ロボ・ベラルトゥアイデス（以下：ベラル）がトラブルに巻き込まれているという連絡が寄せられる。
ベラルは地元住民から神として扱われており、人間が生贄としてささげられようとしていた。このままでは簡単に帰れないため、ヤルセナイザーとの戦闘による負傷を口実にベラルを帰す作戦が行われる。
シャノンルート
シャノンは、忙しい星至の健康管理を目的に弁当を作ろうと考え試食用の料理を作るが、ヤルセナイザーの料理の方がうまいと言われて落ち込む。
だが、恋歌が「弁当ではない」と反論したことから、ヤルセナイザーとシャノンの間で料理対決が行われる。勝者はヤルセナイザーに決まったものの、星至はシャノンの弁当は毎日食べ続けられることを知り、シャノンの励みになる。
恋歌ルート
恋歌は祖父との間で結婚式について言い争いとなる。その後、星至らが望む形で結婚式を開くこととなったが、純友の裏切りにより、恋歌の祖父が望む形での結婚式も行われた。
天音ルート
天音はかつてシロという犬を10年以上飼っていたが、両親の離婚を機に手放さざるを得なくなる。星至は彼女と2人で引き取り先の家に通ってきたが、シロはついに死亡する。その後、シロに子どもがいたことが判明する。
鳩子ルート
ある日、鳩子は実験中のロボットを自らが成長した姿に変え、それを通じて星至と行動を共にさせる。

## 登場人物

### 主な登場人物
※担当声優はPC版 / ドラマCDまたはWEBラジオ版の順
天ノ川 星至（あまのがわ せいじ）
声：無し / 紫原遥
本作の主人公。星海学園一年。
困っている人を見ると放っておけない性格で犬や猫を拾っては新しい飼い主探しに奔走している。星海学園の新入生。一人称は僕。後述の恋歌からは「せーちゃん」と呼ばれる。
基本的に人畜無害の性格。しかし、怒るとかなり怖く、通常ならばとらない手段の行使もある。父の章至から柔術を習っておりそれなりの腕前だが自分の身を守るか誰かを護るためにしか使わない。ついつい余計な事を喋ってしまう。母親の冴子には若い頃の章至にそっくりののんびりした性格と評される。
草木が好きで園芸部に所属し良くいじっている。恋歌は星至の優しく覇気のない性格が気に入らないらしいがしっかりと男らしいところも見せる。
後に地球代表のシャノン・シャノン共同体の親善大使に任命され忙しく走り回っている。
シャノン
声：みる
本名は「ヴィルシャ・ノンク・ライア」。ヤルセナイザーから出てきた女の子で、その正体はヤルセナザーの生体サブコンピュータである。
星至らの前で自己紹介したものの聞き取れた部分が「シャノン」だったため定着した。出身の星「シャノン・シャノン」では「故郷」という意味らしく、お気に入り。
星至を一時的なマスター（操縦者）として仮登録してからはマスターと呼ぶようになる。生体コンピュータらしく生体スキャンやハッキングも出来る。
後に親善大使となった星至のボディガードとして側に居る事になり、クラスメイトとして学園に転入。恋歌を師匠に料理を習っている。
磯崎 恋歌（いそざき れんか）
声：有栖川みや美
星至の幼なじみ。星海町の創設者の孫でそれなりに有名人。クラス委員でクラスメートでもある。
星至に幼い頃から好意を寄せており星至の周りに集まりだしたヒロインらに慌てている。あんドーナツが好き。星至からは「れんちゃん」と呼ばれる。華奢な体格に似合わず力が強いため、後述の純友には「黙っていればお嬢様、立って歩けばリーサル・ウェポン」などと評されている。
犬っぽいところがあり、髪の一部が犬の耳のように動く事がある。純友の天敵。真面目な性格で星至の姉貴分。欠点は極度の方向音痴であること。短気で特に純友相手に（彼の自業自得とは言え）よく暴力を含む実力行使に出るが、その都度後悔しており、短気な性格を本人も気に病んでいる様子。
後に星至の秘書となる。シャノンとは仲が良く料理を教えている。
牧島 天音（まきしま あまね）
声：真琴ひろ
星至らの1つ上の先輩で生徒会長。容姿に恵まれており圧倒的な投票数で当選しており、人望も厚く、教師らからの信頼も厚い。何らかの理由でヤルセナイザーを手中に収めようと画策している。
星至とは中学の頃からの知り合いで何かと彼を巻き込む事が好き。当時彼女の書記を勤めていたため、今でも星至を書記扱いしており、自分の星至に対する感情が好意だとはまだ気づいていない。イベントが大好きでイベントになるような事を見つけるとすぐさま行動に移す行動派。
恋歌と相性が悪く小競り合いが絶えない。
後に星至の政治的相談役に納まる。共同体からの受け入れに関して忙しく飛び回る事が多くなった。
栗林 鳩子（くりばやし はとこ）
声：草柳順子
星至らの担任。マッドサイエンティスト。
身長が低く、体つきも子供っぽいところがコンプレックス。大半は化学室に籠っており何かを開発している。見かけによらず中学卒業と同時に単身海外留学し、工学博士の博士号を六つも取得している天才。町がある地方の地元民で、学園側が彼女に好きに研究していいという条件を出し、学園都市には設備も豊富といういくつかの好条件が重なって教師をしている。紛うことなき天才だが、子供っぽい言動と体格が災いして生徒からはほとんど尊敬されておらず、友達感覚で接する者が多いため、しばしば半泣きになりそうになっている。後述の春奈とは中学まで幼じみで、訳あって彼女をほぼ一方的にライバル視している。男運があまり良くなかったらしく、異性から振られ続け、好意を持ってもらえても、すぐに別の女性に略奪され続けていた事から極度の男性嫌いに陥っていた。唯一自分に敬意を持って接してくれる星至に対して内心好意を抱いているが、本人は気づいていない。
最近はヤルセナイザーに負けないロボットを作ろうと奮起し「コレジャナイザー」を開発。最初はヤルセナイザーに似ていなかったが試作を重ねていく内に見た目はそれなりになるが完成度は高いが長時間の起動は出来ず、短時間で決めなければ爆発する。
後に地球の技術力と共同体の技術力のすり合わせに活躍している。
ヤルセナイザー
宇宙探査の任務を終えて母星に帰還中に小惑星に衝突し、地球の引力に引かれて宇宙から落下してきた自律式ロボット。全長21.3m、重さ53.4トン。探査用のロボットで武器は基本的に搭載していない。シャノンの兄。喋る事は出来ないため、伝えたい事があればシャノンを通している。ビデオや写真などに映らない自己防衛機能が備わっている。
兵器は搭載していないものの星至が操縦することで柔術が使えるなど細かい作業に向いている。趣味は釣り。好きなものはインスタントラーメン。
星至らは道具として扱わず「友達」として接している。
狭い場所でも活動できるように手を独立させ、人間大サイズのロボットにもできるが出来る事は少ない。
ジャネット・ブラウン・カワラザキ
声：鈴峰りお
シュラウディアーのパイロット。
コメリカの農家の娘で農作業が得意。シュラウディアーの力を軍事利用しようとした政府の思惑で軍に所属しており、数多くの戦闘を行う。
軍に居るせいか冷たい瞳で冷静な判断を下す。星至とヤルセナイザーにコメリカ軍に入るよう説得するため、星至らのクラスに転入した。
後に様々な事情により共同体側からの要請で大使館の警備隊隊長に就任する。天音とはかなり仲がいい。
シュラウディアー
シャノンルートに登場に登場したロボットで、ヤルセナイザーとは別時期にジャネットの家の農場に落下してきた。黒がベースで肩にはコメリカ軍のマークがある。
シャノンと同じく兄妹関係のグレースという生体コンピュータがいる。基本的にヤルセナイザーと同スペック、同目的及び理由。
軍に所属してからは道具として扱われ、数多の兵器を搭載し、パワーなど能力はヤルセナイザーを遥かに上回る。
ドラマCDでは細かい作業が苦手だが、人を見つけるのが得意なことが判明した。

### サブキャラクター
三井 純友（みつい すみとも）
声：石川ゆうすけ
星至と恋歌の幼なじみ。
星至を悪い方向へと引きずり込もうとするが恋歌に邪魔されている。恋歌にあんドーナツを触った手で秘蔵DVDを傷付けられてからはあんドーナツがトラウマになった。常に自分が優位・有利になるように考えており、裏切ることは当たり前だが、星至の説明と独白によれば目の前の欲望と本能に忠実かつ単純なだけで星至や恋歌たちに対する悪意は無いとの事。なぜか裏稼業に詳しく精通している。シャノンからは「友達は選んだ方がいい」と評されている。学園では科学部に所属している。失言や善意の行動が裏目に出るなどの理由でよく恋歌にしばかれる。なお、ヤルセナイザーの名付け親でもある。
名前が銀行（三井住友銀行）に似ている事から星至に「銀ちゃん」と呼ばれている。
『やや置き場がない!』にて、ドラマCDで獲得した賞金で、銀行強盗訓練の強盗役などの派遣を主とする人材派遣会社を立ち上げたことが判明する。あまりにも鮮やか過ぎ、1度も捕まっていないため警察はおろか銀行からも敵視されている。訓練の様子が番組になるほど人気で視聴者の子供が「将来は銀行強盗になる」と一時期社会問題になった反面、純友を捕まえようと警察官を目指す子供が増えた。
牧島 春菜（まきしま はるな）
声：冬宮メア
天音の姉。
町役場に勤めており地域復興課の窓口担当に所属する。当初はヤルセナイザーを街の観光に使おうとしたがにべもなく断られ続け、ついに実力行使に出る。しかし、途中で諦め、ヤルセナイザーを恋人として自認、天音曰く初恋らしい。
共同体が接触したことと係長に昇任した事で空前の忙しさに見舞われており、ヤルセナイザーと会う時間が減ったことを残念がっている。
天ノ川 章至（あまのがわ しょうじ）
声：青島刃
星至の父親で、息子と似た性格をしている。町内に誘致された電子機器メーカーに勤めている。本編の星至の解説によれば趣味は盆栽と書道。一人称は俺。
大柄な体格で若い頃は喧嘩も強かった。特に柔道はかなり強く、幼い頃の星至と純友に教えていたが純友からは逃げられていた。
天ノ川 冴子（あまのがわ さえこ）
声：芹園みや
星至の母親で、夫の章至とは違い物事をはっきり言う性格で章至を尻に敷いている。女性としては長身でスタイルも良く、若作りだが、元々は世間体を気にするごく普通の主婦。本人曰く昔は尖っていた時期もあったとの事だが星至は信じていない。
共同体の接触で親善大使になった星至に給料が入るようになってから性格が変わってしまい、節約思考の良妻賢母から成金趣味になってしまった。
まりあ
声：とまとあいこ
天ノ川家の近所に住む少女で、柴犬のジョンを飼っている。苗字は不明。ヤルセナイザーを友人として慕っており、「ヤルちゃん」と呼んでよく遊びに来る。
ジョン
声：J-一郎
まりあと一緒に居る柴犬。日課の縄張りパトロール中にヤルセナイザーと初めて会った時は吠えていたが和解し仲良くなった。
秋野 美穂（あきの みほ）
声：美月
1つ上の先輩で園芸部の部長。モブキャラ扱いで本編ではSD画で登場、立ち絵は存在しなかったが『やや置き場がない!』にて作成された。
天然傾向。
夏目 朝顔（なつめ あさがお）
声：卯衣
2つ上の先輩で園芸部所属。モブキャラ扱いで本編ではSD画で登場、立ち絵は存在しなかったが『やや置き場がない!』にて作成された。
危ない発言をするなど良く分からない人。本人は宇宙の法則が見えるらしい。
さくらに突っ込まれている。
春風 さくら（はるかぜ さくら）
声：百瀬ぽこ
2つ上の先輩で園芸部所属。モブキャラ扱いで本編ではSD画で登場、立ち絵は存在しなかったが『やや置き場がない!』にて作成された。
まじめな性格で朝顔と美穂に突っ込みを入れる事が多い。
黒タイツ、白タイツ
声：葵海人、深川緑
ヤルセナイザーを我が物にしようと造られた集団。
黒タイツが天音をリーダーとする学園側の捕獲チーム。純友も所属しており純友のみ自らデザインした赤いスーツ。掛け声は「イー!」。
白タイツは春菜をリーダーとする役所側の捕獲チーム。オッサン連中が多い。掛け声は「ウンバ！」。
後に純友をリーダーとする共同チームが結成される。ドラマCDにも登場し純友の手足として働く。
シロ
星至が小学校に上がって間もない頃に拾った犬。捨て犬で星至が拾った時には既に病気で末期状態のまま放置されており、病院に連れていくもなす術が無く、星至が名付けた翌日に息を引き取った。当時の星至はシロの死を自分のせいだと思いこんでいた。シロの死は今でも星至の一種のトラウマになっているらしく、本編でもその時の夢を見ている。
ゆきりちゃん
本名不明。作中で何度か純友が名前を口にしている巨乳のグラビアアイドル。いわゆるグラビア誌やアダルトビデオなどに出演しており、純友は彼女のファン。
松島先生
声：不明
数学担当の眼鏡をかけた男性教師。厳しい先生だが、ダラダラと授業を延長しないため生徒から人気のある先生。

### 『やや置き場がない！』から登場
グレース
声：大花どん
シャノンと同じ巨大ロボット・シュラウディアーの生体コンピュータ。ジャネットを姉さまと慕っている。
ジャネットに近づく星至を虫呼ばわりし様々な虫の名前で罵倒するほど嫌っている。しかしジャネットには従順。シャノンとは違い活発で思った事を口に出すタイプ。シャノンとは同型機にあたり順番的にいえば次女に相当する。ジャネットと軍で訓練を積んだため近接格闘戦は得意。
シャノンが白を基調にした服に対して、黒を基調とした服を着ている。
ドラマCDで初登場した。パッケージに初めて描かれた。
ニモモ
声：吉川こむぎ
シャノンと同じく巨大ロボット・ベラルトゥアイデスの生体コンピュータ。共同体のある目的のためアフリカの火山帯に墜落し、約2年間過ごした。本編では会話の一部に登場しただけで、名前すら出ておらずそのまま流された。
話が通じず、心細いまま生活していたため後ろ向きの性格になった。常にネガティブ思考。かなりの不幸体質で誰かに助けを求めるタイプ。
シャノンらとは同型機にあたり順番的にいえば長女に相当する。
ベラルトゥアイデス
ヤルセナイザー、シュラウディアーと同型機。白を基調としたボディ。順番的に長男にあたる。
生体コンピュータはニモモ。性格は揃って後ろ向き。そのためか存在感が薄く、接触し、しばらくするまで忘れ去られていた。
エラス・トリアス・ウィルアノス
声：冬雪小春
シャノンシャノン共同体特別外務部地球問題担当の全権大使を務める老婆。
現在、訪れている共同体の中で実質のトップ。
独特のユーモアセンスがあり、なぜか純友と仲がいい。
磯崎 源五郎（いそざき げんごろう）
声：御代官．様
恋歌の祖父。星海町の中で有数の資産家。
国会議員を務めていた事もあり財政会との太いパイプを持っており、街の合併に最も尽力した人物で知らない者はいない。
恋歌を溺愛しており、星至曰く誘拐等彼女に何かあれば五体満足ではいられないらしい。星至を気に入っており恋歌と結婚させようといろいろと準備をしている。

### ドラマCDの登場人物
刑事部長
声：野☆球
銀行強盗演習で陣頭指揮を取る刑事。熱血系。得意な事は逮捕。頭に血が上りやすく単純な為、純友に出し抜かれた。

## 舞台・用語
星海町（ほしみちょう）
本作の舞台。学園都市として再開発された本州の某県の地方都市。春菜が町役場に勤務しているため独立した自治体であることがわかる。公式HPの舞台紹介によれば、新幹線の停車駅があることもあってか駅前商店街はそれなりに賑わっているが、学園都市としての再開発に終わりが見えつつあることもあって近年は経済に陰りが見られており、閉店する店舗も増えつつある。また山林や湖などの自然も依然多く残っている。
本編の星至の独白によれば元々は少子高齢化と都市部への人口流出に悩む旧銀星町と、基幹産業である漁業の担い手不足と漁獲量減少に悩む旧荒海村が双方の欠点を補い、なおかついわゆる平成の大合併の補助金を得るために合併して誕生した自治体だったが、補助金で延命には成功したものの、肝心の双方の抱える問題が解決されていなかった。
それを危惧した恋歌の実家で旧銀星町在住の名家である磯崎家当主で恋歌の祖父である源五郎氏が、町の発展のために国の学園都市計画の候補地に立候補した結果、学園を工事が頓挫した空港建設予定地に建設することで、コストの削減と立地の良さを兼ね揃えた計画が国に評価され、学園都市として発展した。そのため町並みは合併前からの古い民家と、人口減少で空き地になった場所に、合併以後の新規住民が建てた新築の住宅が入り混じった複雑なものになっている。
共同体との接触以降は図らずも『UFOと巨大ロボがいる街』を謳い文句に観光都市として再開発が活性化し、地域振興に成功。元々の自然を残しつつも中心市街地には高層ビルも並ぶ街として発展しつつある。また、共同体の大使館も天の川家のすぐ近くに建設されている。
星海学園
星至たちが通う学園。同じく公式HPの舞台紹介によれば、元々開発が頓挫した空港の建設予定地に誘致された学園のため、一見平凡な外見に似合わず広大な敷地を持つマンモス校。町の海側に位置している。開校から約十数年が経過しているが、国から総力を上げたバックアップを受けているため、設備は比較的真新しい。制服は男女共に白を基調としたブレザーとセーラー服をそれぞれ採用している。学園都市計画の一翼を担っている。広大な敷地内には、幼稚園から大学院までのほとんどの教育機関が存在している。
天ノ川家
星至の自宅。星至の祖父が磯崎家の執事として使えていた頃に建てられた築四十年の二階建て住宅。外見は昭和後期の日本家屋だが、冴子の趣味でリビングは現代風にリフォームされている。
磯崎邸
天ノ川家の隣家で恋歌の自宅。洋風の瀟洒な邸宅。磯崎家は町がある地方の名士であり、邸宅の裏側に広がる後述の山林や湖畔は、本来は磯崎家の私有地。また前述の通り、町の発展に大きな役割を担っている。
裏山
正式名称は不明。磯崎邸の裏手に位置している。本編の星至の回想によれば、磯崎家の私有地で幼い頃は星至たちの遊び場になっていたが、中学に入ってからはその機会もあまり無くなっていた。私有地ということもあってか管理事務所が置かれ、適度に人の手が入っている。ヤルセナイザーの墜落地点はこの付近。
湖畔
同じく磯崎家の私有地で星至たちの遊び場。釣りをしたり泳いだり出来るレジャースポットだが、近年は不法投棄が問題になっている。
コメリカ合州国
ジャネットの母国。元ネタはアメリカ合衆国。共和制の軍事大国であり、既に所有しているシュラウディアーに加えてヤルセナイザーを自国軍に加えようと画策してジャネットを送り込んで来る。ジャネットはこの国の西部の小さな町の農家の出身。

## 製作スタッフ
- 原画・キャラクターデザイン：有葉
- ロボットデザイン・原画：ikki
- 企画・シナリオ：健速
- オープニングテーマ：『獣になれ！』
  - 歌：福山芳樹、作詞：福山恭子、作曲：福山芳樹、編曲：福山芳樹＋F-BAND
- 挿入歌：『ヤルセナイザー音頭』
  - 歌：Barbarian On The Groove feat.カヒーナ、作詞：wight、作曲・編曲：mo2
- エンディングテーマ：『一番星と君と』
  - 歌：Canaco、作詞：福山恭子、作曲：福山芳樹、編曲：HARUO
- BGM：tiko-μ

## コミカライズ
『月刊ComicREX』（一迅社）にて、2010年5月号から2011年1月号まで黄鶏による漫画版を連載。
- あかべぇそふとつぅ（原作）・黄鶏（漫画）『置き場がない！』一迅社〈IDコミックス REXコミックス〉、2011年1月27日発売[6]、ISBN 978-4-7580-6235-0